# 510 Mabella
Az 510 Mabella egy a Naprendszer kisbolygói közül, amit Raymond Smith Dugan fedezett fel 1903. május 20-án.